# ワン・スボク
ワン・スボク（王 寿福、朝鮮語: 왕수복/王壽福、1917年4月23日 - 2003年6月1日）は、日本統治時代の朝鮮および朝鮮民主主義人民共和国の歌手、俳優。
本名はワン・ソンシル。夫は経済学者の金光鎮。

## 経歴
日本統治時代の平安南道江東郡出身。明倫女子高等普通学校で歌について学び、12歳のとき中退し平壌券番（のちの平壌歌舞養成所）にてキム・ミルァジュに歌唱や楽器について師事した。
1932年よりレコード会社に所属し、コロムビア・レコードから「泣かないでください」やポリドール・レコードで「孤島の情恨」を発表した。
1930年代半ばには渡日しベルカントについて学び、1942年に帰国後は「蔚山打令」などを歌った。こののち、小説家の李孝石との恋愛にまつわるスキャンダルが起こり、越北し、経済学者の金光鎮と結婚し、以後国立交響楽団所属の声楽歌手、朝鮮芸術団所属の歌手、尹伊桑音楽研究所名誉研究士などを務めたことが確認されている。
2003年に死去、享年87歳。